# R U There
R U There is een speelfilm van de Nederlandse regisseur David Verbeek. De film kreeg vijf Gouden Kalfnominaties waarvan die voor Beste camera en Beste geluid werden verzilverd.

## Verhaal
De 20-jarige Jitze is een professioneel speler van computerspellen en doet mee aan internationale toernooien. In Taipei krijgt hij last van zijn schouder, is getuige van een dodelijk verkeersongeval en ontmoet het geheimzinnige meisje Min Min. Jitse heeft romantische ontmoetingen met haar in Second Life maar in het werkelijke leven verloopt de relatie stroef.

## Rolverdeling
- Stijn Koomen als Jitze
- Huan-Ru Ke als Min Min
- Tom De Hoog als coach Luc
- Phi Nguyen als Hai Li
- Pavio Bilak als Vlad
- David Eugene Callegari als John
- David Davis als Paulo
- Amanda Philipson als Mia
- Robert Samudion als Braziliaanse jongen